# Príncipe de Gales
Príncipe de Gales (en galés: Tywysog Cymru, en inglés: Prince of Wales) es el principal título del heredero de los monarcas británicos, originalmente utilizado por los príncipes nativos de Gales.
El primer príncipe de Gales fue Owain Gwynedd, quien estableció el título para proclamar su independencia e importancia en Gales. El último príncipe de Gales nativo fue Llywelyn ap Gruffydd, asesinado por soldados ingleses en 1282. Posteriormente, Gales sucumbió al dominio inglés y al título utilizado por la monarquía inglesa.
La tradición inglesa la inició Eduardo I de Inglaterra en 1301, que dio este título a su hijo, el príncipe Eduardo (posteriormente Eduardo II de Inglaterra) después de la anexión del país de Gales por Inglaterra, a través del Estatuto de Rhuddlan.
Según una famosa leyenda, los galeses conquistados por la Corona inglesa le piden a su nuevo rey «un príncipe de sangre real, que hubiese nacido en Gales y que no hablara una palabra de inglés ni francés» y después nombró a su hijo recién nacido como príncipe, para sorpresa de los galeses. La historia es falsa puesto que su origen solo se puede remontar hasta el siglo XVI. Sin embargo, Eduardo II realmente nació en Caernarfon, Gales, mientras su padre luchaba allí, y como todo recién nacido «no hablaba». Además, al crecer en la corte es probable que su primer idioma fuera el francés normando y no el inglés.
Al contrario que los títulos de duque de Cornualles, duque de Rothesay, conde de Carrick y señor de las Islas que los adquiere al nacer el heredero de la Corona o por la ascensión de su progenitor a la Corona, la creación del título de príncipe de Gales depende de la voluntad del soberano. Por otra parte, al mismo tiempo recibe también el título de conde de Chester. El titular actual es, desde el 9 de septiembre de 2022, Guillermo de Gales, hijo primogénito de Carlos III.
El lema del príncipe de Gales es Ich dien (Yo sirvo en alemán).

## El príncipe de Gales
El primer gobernante galés conocido que se refirió a sí mismo como príncipe de Gales fue Owain Gwynedd, alrededor de 1165, en la tercera de sus cartas a Luis VII de Francia. Es probable que esto tuviera como objetivo afirmar la preeminencia sobre otros príncipes galeses, rechazar la soberanía del rey inglés y proclamar la independencia. En el derecho romano, “princeps” se refería a un gobernante soberano.
Llywelyn ap Gruffydd fue reconocido como príncipe de Gales por el monarca inglés en el Tratado de Montgomery de 1267. A cambio del título, la retención de las tierras que había conquistado, así como su propio dominio, y el vasallaje de casi todos los habitantes nativos de Gales, tuvo que pagar un tributo de 25 000 marcos en un pago de 3000 marcos anuales. Además, si así lo deseaba, también podía comprar el vasallaje del otro gobernante galés, Maredydd ap Rhys de Deheubarth, por otros 5000 marcos. Sin embargo, las ambiciones territoriales de Llewellyn lo hicieron muy impopular entre los nobles galeses, y muy especialmente entre los príncipes del sur de Gales.
El Tratado de Montgomery marcó el auge del poder de Llewellyn. Poco después comenzaron a surgir problemas, al principio una querella con Gilbert de Clare, conde de Hertford, sobre la alianza de un noble galés que poseía tierras en Glamorgan. Gilbert construyó el castillo Caerphilly en respuesta. El rey Enrique II envió a un obispo para que tomara posesión del castillo mientras se resolvía la disputa, pero cuando Gilbert recuperó el castillo mediante un engaño, el rey fue incapaz de hacer nada al respecto.
Llewellyn fue el primer poseedor del título de príncipe de Gales y último príncipe nativo de Gales como país independiente antes de que fuera conquistado por Eduardo I de Inglaterra.

## Lista de príncipes de Gales nativos de Gales
| Foto                                                                              | Nombres                                                                           | Reino original                                                                    | Título y notas | Años con evidencia                                                                | Detalles del troquel |
| El término rey de Gales o rey de los britanos se utilizaba antes de este período. | El término rey de Gales o rey de los britanos se utilizaba antes de este período. | El término rey de Gales o rey de los britanos se utilizaba antes de este período. | El término rey de Gales o rey de los britanos se utilizaba antes de este período. | El término rey de Gales o rey de los britanos se utilizaba antes de este período. | El término rey de Gales o rey de los britanos se utilizaba antes de este período. |
| --------------------------------------------------------------------------------- | --------------------------------------------------------------------------------- | --------------------------------------------------------------------------------- | --- | --------------------------------------------------------------------------------- | --- |
|                                                                                   | Gruffudd ap Cynan                                                                 | Gwynedd                                                                           | Príncipe... todo galés | 1136 (Según el Brut de los Príncipes)                                             | Murió en 1137 entre 81 y 82 años. |
|                                                                                   | Owain ap Gruffudd Owain Gwynedd                                                   | Gwynedd                                                                           | Príncipe de Gales Príncipe de Gales; la primera persona en utilizar este estilo para denotar independencia, soberanía y dominio sobre otros gobernantes nativos | ~1165                                                                             | Murió en 1170 entre 69 y 70 años. |
|                                                                                   | Rhys ap Gruffydd Señor Rhys                                                       | Deheubarth                                                                        | Príncipe de Gales | 1165 1184 1197                                                                    | Murió en 1197, a la edad de 65 años. |
|                                                                                   | Llywelyn ap Iorwerth Llywelyn Fawr                                                | Gwynedd                                                                           | Príncipe de Gales Los cronistas galeses e ingleses se refieren a él como "príncipe de Gales". Conservó el "principado" de Gales, pero utilizó el título de "príncipe de Aberffraw y señor de Snowdon", donde Aberffraw implica dominio sobre todo Gales y homenaje de todos los demás reyes | 1240 (Según el Brut de los Príncipes)                                             | Murió en 1240 entre 66 y 67 años. |
|                                                                                   | Dafydd ap Llywelyn                                                                | Gwynedd                                                                           | Príncipe de Gales | 1245                                                                              | Murió repentinamente en 1246, a la edad de 33 años. |
|                                                                                   | Llywelyn ap Gruffudd Llywelyn nuestro último gobernante                           | Gwynedd                                                                           | Príncipe de Gales | 1255 1258, 1262, 1267                                                             | Asesinado por soldados ingleses con el pretexto de negociaciones de paz el 11 de diciembre de 1282, a la edad de 59 años. Su cabeza fue exhibida en un poste por Londres y colocada en la Torre de Londres.                                    |
|                                                                                   | Dafydd ap Gruffydd                                                                | Gwynedd                                                                           | Príncipe de Gales | 1282, 1283                                                                        | Fue arrastrado por la calle por un caballo antes de ser colgado, destripado y descuartizado en Shrewsbury el 3 de octubre de 1283 después de ser capturado por soldados ingleses. Su cabeza fue colocada en un poste junto a la de su hermano. |
| El dominio inglés comienza tras el asesinato de Llywelyn y Dafydd ap Gruffydd     |                                                                                   |                                                                                   | |                                                                                   | |
|                                                                                   | Madog ap Llywelyn                                                                 | Gwynedd                                                                           | Príncipe de Gales | 1294                                                                              | Mantenido prisionero en Londres |
|                                                                                   | Owain ap Tomas Owain Lawgoch                                                      | Gwynedd                                                                           | Príncipe de Gales | 1363                                                                              | Asesinado en julio de 1378 |
|                                                                                   | Owain ap Gruffydd Owain Glyndŵr                                                   | Powys, Deheubarth, Gwynedd                                                        | Príncipe de Gales | 1400                                                                              | Murió en 1415, entre 55 y 56 años, y fue enterrado en secreto. |

## Lista de Príncipes de Gales ingleses no nativos
| Reino de Inglaterra                             |                         |                                                          |                         |                          |                         |              |
| 1.º                                             |                         | Eduardo de Carnarvon Plantagenet (1284 - 1327)           | Eduardo I (su padre)    | 7 de febrero de 1301     | 7 de julio de 1307      | Eduardo II   |
| 2.º                                             |                         | Eduardo de Woodstock Plantagenet (1330 - 1376)           | Eduardo III (su padre)  | 12 de mayo de 1343       | 8 de junio de 1376      | [ 19 ]       |
| 3.º                                             |                         | Ricardo de Burdeos Plantagenet (1367 - 1399)             | Eduardo III (su abuelo) | 20 de noviembre de 1376  | 22 de junio de 1377     | Ricardo II   |
| 4.º                                             |                         | Enrique de Monmouth Lancaster (1386 - 1422)              | Enrique IV (su padre)   | 15 de octubre de 1399    | 21 de marzo de 1413     | Enrique V    |
| 5.º                                             |                         | Eduardo de Westminster Lancaster (1453 - 1471)           | Enrique VI (su padre)   | 15 de marzo de 1454      | 25 de octubre de 1460   | [ 20 ]       |
| 5.º                                             | 30 de diciembre de 1460 | Eduardo de Westminster Lancaster (1453 - 1471)           | Enrique VI (su padre)   | 4 de marzo de 1461       | [ 21 ]                  |              |
| 5.º                                             | 31 de octubre de 1470   | Eduardo de Westminster Lancaster (1453 - 1471)           | Enrique VI (su padre)   | 5 de mayo de 1471        | [ 22 ]                  |              |
| 6.º                                             |                         | Eduardo de York York (1470 - 1483)                       | Eduardo IV (su padre)   | 26 de junio de 1471      | 9 de abril de 1483      | Eduardo V    |
| 7.º                                             |                         | Eduardo de Middleham York (1473 - 1483)                  | Ricardo III (su padre)  | 24 de agosto de 1483     | 31 de marzo de 1484     | [ 19 ]       |
| 8.º                                             |                         | Arturo Tudor Tudor (1486 - 1502)                         | Enrique VII (su padre)  | 29 de noviembre de 1499  | 2 de abril de 1502      | [ 19 ]       |
| 9.º                                             |                         | Enrique Tudor Tudor (1491 - 1547)                        | Enrique VII (su padre)  | 18 de febrero de 1504    | 21 de abril de 1509     | Enrique VIII |
| 10.º                                            |                         | Eduardo Tudor Tudor (1537 - 1553)                        | Enrique VIII (su padre) | 18 de octubre de 1537    | 28 de enero de 1547     | Eduardo VI   |
| 11.º                                            |                         | Enrique Estuardo Estuardo (1594 - 1612)                  | Jacobo I (su padre)     | 5 de junio de 1610       | 6 de noviembre de 1612  | [ 19 ]       |
| 12.º                                            |                         | Carlos Estuardo Estuardo (1600 - 1649)                   | Jacobo I (su padre)     | 4 de noviembre de 1616   | 27 de marzo de 1625     | Carlos I     |
| 13.º                                            |                         | Carlos Estuardo Estuardo (1630 - 1685)                   | Carlos I (su padre)     | entre 1638 y 1641        | 30 de enero de 1649     | [ 23 ]       |
| 14.º                                            |                         | Jacobo Francisco Eduardo Estuardo Estuardo (1688 - 1766) | Jacobo II (su padre)    | 4 de julio de 1688       | 11 de diciembre de 1688 | [ 24 ]       |
| Reino de Gran Bretaña                           |                         |                                                          |                         |                          |                         |              |
| 15.º                                            |                         | Jorge Augusto Hannover (1683 - 1760)                     | Jorge I (su padre)      | 27 de septiembre de 1714 | 11 de junio de 1727     | Jorge II     |
| 16.º                                            |                         | Federico Luis de Gales Hannover (1707 - 1751)            | Jorge II (su padre)     | 7 de enero de 1728       | 31 de marzo de 1751     | [ 19 ]       |
| 17.º                                            |                         | Jorge Guillermo Federico Hannover (1738 - 1820)          | Jorge II (su abuelo)    | 20 de abril de 1751      | 25 de octubre de 1760   | Jorge III    |
| Reino Unido de Gran Bretaña e Irlanda           |                         |                                                          |                         |                          |                         |              |
| 18.º                                            |                         | Jorge Augusto Federico Hannover (1762 - 1830)            | Jorge III (su padre)    | 17 de agosto de 1762     | 29 de enero de 1820     | Jorge IV     |
| 19.º                                            |                         | Alberto Eduardo Sajonia-Coburgo y Gotha (1841 - 1910)    | Victoria (su madre)     | 8 de diciembre de 1841   | 22 de enero de 1901     | Eduardo VII  |
| 20.º                                            |                         | Jorge Federico Sajonia-Coburgo y Gotha (1865 - 1936)     | Eduardo VII (su padre)  | 9 de noviembre de 1901   | 6 de mayo de 1910       | Jorge V      |
| 21.º                                            |                         | Eduardo Alberto Windsor (1894 - 1972)                    | Jorge V (su padre)      | 23 de junio de 1910      | 20 de enero de 1936     | Eduardo VIII |
| Reino Unido de Gran Bretaña e Irlanda del Norte |                         |                                                          |                         |                          |                         |              |
| 22.º                                            |                         | Carlos Felipe Arturo Windsor (n. 1948)                   | Isabel II (su madre)    | 26 de julio de 1958      | 8 de septiembre de 2022 | Carlos III   |
| 23.º                                            |                         | Guillermo de Gales Windsor (n. 1982)                     | Carlos III (su padre)   | 9 de septiembre de 2022  | titular                 |              |